# 사헬 국가 동맹
사헬 국가 동맹(프랑스어: l'Alliance des États du Sahel은 2023년 9월 16일 말리, 니제르, 부르키나파소 간에 체결된 상호 방위 조약이다. 이 세력은 니제르 쿠데타 이후 ECOWAS가 군사적 개입을 하겠다 위협한 니제르 위기 속에서 만들어졌다.
2024년 7월 사헬 국가 연합(Confédération Alliance des États du Sahel)으로 격상되었다.
통합의 결과로 조직 가입국들이 공통 통화를 채택하게 되면, 이전 식민지 강국이었던 프랑스와 연계를 유지하고 있는 CFA 프랑은 무효화된다.
2025년 3월, 말리, 니제르, 부르키나파소 등 3개국이 함께 프랑코포니 국제기구를 탈퇴하였다.